# Poród w pozycji kolankowo-łokciowej
Pozycja kolankowo-łokciowa – pozycja przy porodzie, w której kobieta klęczy pochylona z łokciami opartymi na podłożu oraz biodrami uniesionymi do góry.
Jest to jedna z pozycji wertykalnych, które rodząca może przybrać podczas porodu aktywnego w jego II okresie. Rekomendowana jest podczas szybkiego postępu akcji porodowej lub ustawienia potylicowego tylnego płodu. Główną zaletą tej pozycji jest niwelacja ryzyka wystąpienia objawów zespołu żyły głównej dolnej, a tym samym zmniejszenie niebezpieczeństwa wystąpienia deceleracji w akcji serca płodu. Podczas przerw między skurczami rodząca może swobodnie przejść do klęku lub siadu na piętach.